# Zespół Pierre’a Robina
Zespół Pierre’a Robina, sekwencja Pierre’a Robina (ang. Pierre Robin syndrome, Pierre Robin sequence, Robin's anomalad, Robin’s sequence) – rzadki zespół (lub, według części autorów, sekwencja) wad wrodzonych, dotyczący przede wszystkim twarzoczaszki. Opisany został w 1923 roku przez francuskiego stomatologa Pierre’a Robina. Objawy charakteryzujące zespół to:
- niedorozwój żuchwy (mikrognacja),
- cofnięcie bródki (retrogenia),
- mały lub olbrzymi język, zapadanie się języka ku tyłowi,
- częściowy rozszczep podniebienia wtórnego lub rzadko pierwotnego – który często współistnieje z zespołem,
- niedorozwój ucha zewnętrznego.

Częstość jego występowania ocenia się na 1:8500 urodzeń lub rzadziej. Zespół Pierre’a Robina często bywa częścią fenotypową innych zespołów genetycznych – najczęściej zespołu Sticklera, zespołu di George’a czy zespołu Treacher-Collinsa. Ze względu na prezentowane objawy wada może stanowić zagrożenie życia z powodu ciężkiej duszności w zakresie górnych dróg oddechowych, która rozwija się już po porodzie. Jej rozwój ściśle związany jest ze stopniem niedorozwoju żuchwy i opadania języka. Jedną z metod leczenia duszności jest stosowanie ciągłego dodatniego ciśnienia w drogach oddechowych (CPAP). Niektórzy autorzy proponują także zastosowanie maski krtaniowej, używanej podczas trudnych intubacji celem zapewnienia prawidłowej wentylacji, podczas zagrażającej ciężkiej duszności. Często także u tych dzieci wykonuje się tracheotomię. Innym problemem dzieci z zespołem Pierre’a Robina jest karmienie. Często w przypadku rozszczepu podniebienia i zapadania się języka jedzenie staje się problemem. Stosuje się wtedy specjalnie dopasowane smoczki lub sondę do żołądka, przez którą może odbywać się karmienie dziecka. Jednym z zabiegów poprawiających drożność dróg oddechowych jest glossopeksja, czyli przemieszczenie języka i takie jego ustawienie, które zapobiega zapadaniu się. Dzieci z zespołem Pierre’a Robina wymagają stałej opieki pediatrycznej, nie tylko ambulatoryjnej, ale w cięższych przypadkach także szpitalnej.